# Francesco (nome)
Francesco  è un nome proprio di persona italiano maschile.

## Varianti
- Maschili
  - Alterati: Franceschino[2], Francescuccio[2], Francescuzzo[2]
  - Ipocoristici: Franco[1], Fra, Franci, Cesco[2], Cecco[2], Cecchino[2], Cesto[2], Fresco[2], Chicco, Sisio, Checco, Ciccio, Cuccio[2]
  - Composti: Francesco Saverio[2], Francesco Maria[2]
- Femminili: Francesca[1][2]

### Varianti in altre lingue
- Albanese: Françesko
- Armeno: Ֆրանծիսկոս (Franciskos)
- Asturiano: Xicu
- Basco: Frantzizko[1], Patxi[1]
- Bielorusso: Францішак (Francišak)
- Bretone: Frañsez, Fañch, Fañchig, Soaig, Saig
- Catalano: Francesc[1]
  - Ipocoristici: Cesc, Cesco, Xesc, Xisco, Cisco, Siscu, Tito
- Ceco: František[1]
  - Ipocoristici: Frantík
- Corso: Francescu, Franciscu
- Croato: Franjo[1], Frano[1], Frane[1]
  - Ipocoristici: Fran[1]
- Danese: Frans[1], Franciskus
- Esperanto: Francisko
- Estone: Franciscus
- Fiammingo: Pago, Pagus
- Finlandese: Frans[1], Ransu[1]
- Francese: François[1][3], Francis[1], Francisque[1]
- Francese antico: Franceis[3]
- Gallese: Ffransis[1]
- Greco moderno: Φραγκίσκος (Fragkiskos)
- Inglese: Francis[1]
  - Ipocoristici: Fran[1], Franny[1], Frank[1], Frankie[1], Franklin[1]
- Irlandese: Pronsious, Proinséas, Proinsias[1]
- Islandese: Francis
- Latino: Franciscus[1][3]
- Lettone: Francisks
- Ligure: Françesco[4]
  - Ipocoristici: Françeschin, Checco, Checchin, Çesco, Çeschin.
- Lituano: Pranciškus[1], Pranas
- Lussemburghese: Frens[1]
  - Alterati: Frenske[1]
- Maltese: Franġisk
- Normanno: Françouais
- Norvegese: Fransiskus, Frans[1]
- Occitano: Francés, Cescu
- Olandese: Franciscus[1], Frans[1]
- Polacco: Franciszek[1]
  - Ipocoristici: Franek, Franio, Franuś
- Portoghese: Francisco[1]
  - Ipocoristici: Chico[1]
- Rumeno: Francisc
- Russo: Франциск (Francisk)
- Samogitico: Prancėškos
- Sardo: Franchiscu, Franciscu, Frantziscu
  - Ipocoristici: Tzitzu, Tzitzeddu, Tzischeddu, Ciccìttu
- Scozzese: Frang[1]
- Serbo: Фрањо (Franjo)[1]
- Slovacco: František, Fraňo
- Sloveno: Frančišek[1], France, Franc[1]
  - Ipocoristici: Fran[1]
- Spagnolo: Francisco[1]
  - Ipocoristici: Fran[1], Curro[1], Paco[1], Pancho[1], Paquito[1], Pacho, Cisco, Xisco, Kiko, Quico
- Svedese: Frans[1], Franciskus
- Tedesco: Franz[1], Franziskus
- Turco: Françesko
- Ucraino: Франциск (Francisk)
- Ungherese: Ferenc[1]
  - Ipocoristici: Feri[1], Ferkó[1]
- Veneto: Francesco (Francesca), Fransisco (Fransisca), Francisco (Francisca)

## Origine e diffusione
Deriva dal nome latino medievale Franciscus, che significa "Franco", nel senso di "libero" o di "appartenente al popolo dei Franchi". Cominciò a essere usato come nome proprio di persona nel XII secolo, e la venerazione verso san Francesco d'Assisi (che si chiamava in realtà Giovanni e ricevette tale soprannome dal padre mercante) diffuse il nome in Europa occidentale nel corso del Medioevo (con l'eccezione della Gran Bretagna, dove giunse solo nel XVI secolo).
In Italia, Francesco è un nome che gode di vasta popolarità: è stato il quarto nome maschile per diffusione nel XX secolo e, secondo i dati ISTAT, è il nome maschile in assoluto più diffuso tra i nuovi nati nei primi anni del XXI secolo, risultando il primo tra quelli scelti dai genitori negli anni dal 2001 al 2017. 
Dalla variante Cecco, Checco deriva il cognome Chezzi.

## Onomastico

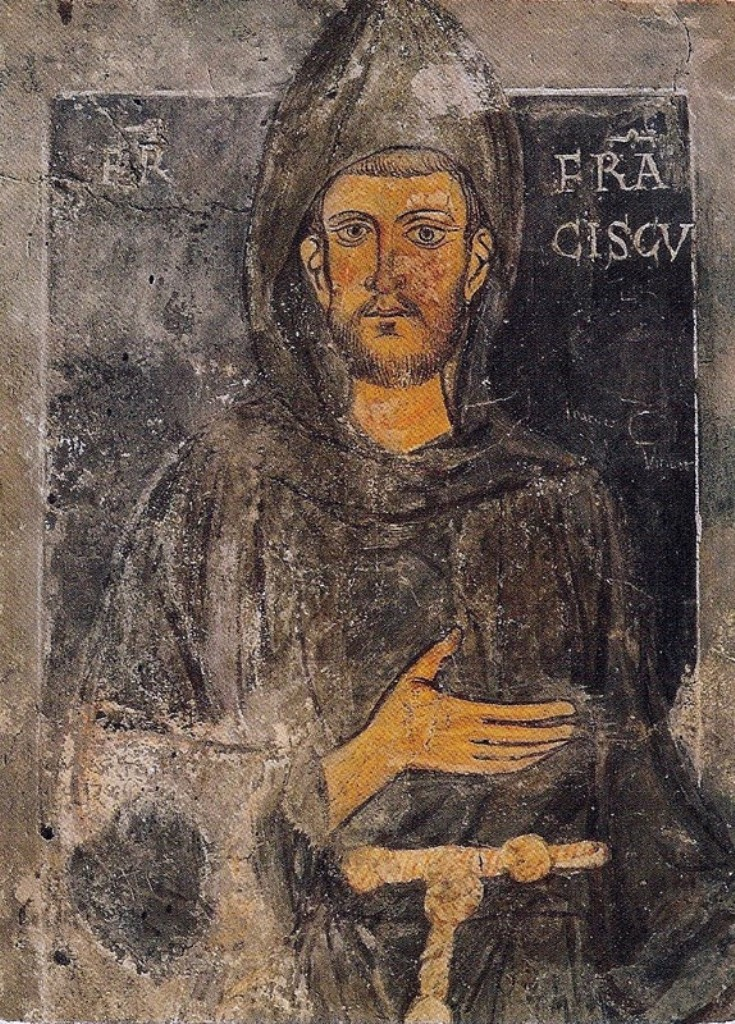
San Francesco d'Assisi, affresco nel Sacro Speco di Subiaco.

L'onomastico viene festeggiato principalmente il 4 ottobre, in onore di san Francesco d'Assisi, fondatore dell'ordine francescano. Si ricordano comunque numerosi santi con questo nome tra i quali, nei giorni seguenti:
- 15 gennaio, san Francesco Fernández de Capillas, missionario domenicano spagnolo, protomartire della Cina
- 24 gennaio, san Francesco di Sales, vescovo e dottore della Chiesa[11]
- 31 gennaio, san Francesco Saverio Maria Bianchi, detto l'Apostolo di Napoli, sacerdote barnabita[11]
- 6 febbraio, san Francesco Spinelli, fondatore della congregazione delle Suore Sacramentine[11]
- 20 febbraio, san Francisco Marto, uno dei veggenti della Madonna di Fátima[11]
- 27 marzo, beato Francesco Faà di Bruno, fondatore delle Suore Minime di Nostra Signora del Suffragio[11]
- 2 aprile, san Francesco di Paola, eremita, fondatore dell'Ordine dei Minimi[11]
- 6 maggio, san François de Montmorency-Laval, arcivescovo di Québec[11]
- 11 maggio, san Francesco De Geronimo, sacerdote e predicatore gesuita[11]
- 4 giugno, san Francesco Caracciolo, sacerdote, fondatore dell'ordine dei Chierici Regolari Minori (padri Caracciolini)[11]
- 14 luglio, san Francesco Solano, religioso spagnolo, missionario in Sudamerica[11]
- 5 agosto, beato Francesco Zanferdini (Cecco da Pesaro), terziario francescano
- 9 settembre, beato Francisco Gárate, gesuita spagnolo[11]
- 20 settembre, beato Francisco de Posadas, domenicano[11]
- 30 settembre, san Francesco Borgia, sacerdote gesuita[11]
- 29 novembre, san Francesco Antonio Fasani, sacerdote[11]
- 3 dicembre, san Francesco Saverio, sacerdote[11]
- 27 dicembre, beato Francesco Spoto, sacerdote bocconista, martire in Congo[11]

## Persone

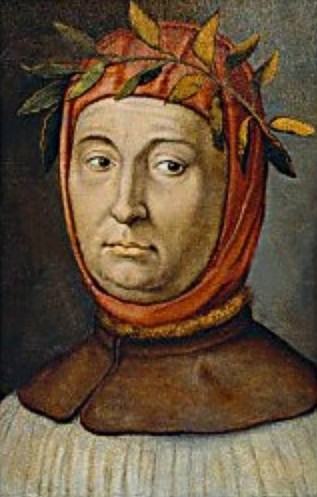
Francesco Petrarca

- Papa Francesco, 266º papa della Chiesa cattolica
- Francesco d'Assisi, religioso italiano
- Francesco Giuseppe I d'Austria, Imperatore d'Austria e Re d'Ungheria
- Francesco I di Francia, re di Francia
- Francesco da Paola, religioso italiano
- Francesco di Sales, vescovo cattolico francese
- Francesco II d'Asburgo-Lorena, imperatore dei Romani
- Francesco Cossiga, politico, giurista e docente italiano
- Francesco De Gregori, cantautore italiano
- Francesco Ferrucci, condottiero italiano
- Francesco Friedrich, bobbista tedesco
- Francesco Gabbani, cantautore italiano
- Francesco Guccini, cantautore, scrittore e attore italiano
- Francesco Hayez, pittore italiano
- Francesco Melzi, pittore italiano
- Francesco Petrarca, scrittore e poeta italiano
- Francesco Totti, calciatore italiano

### Variante Francisco
- Francisco Bayeu, pittore spagnolo

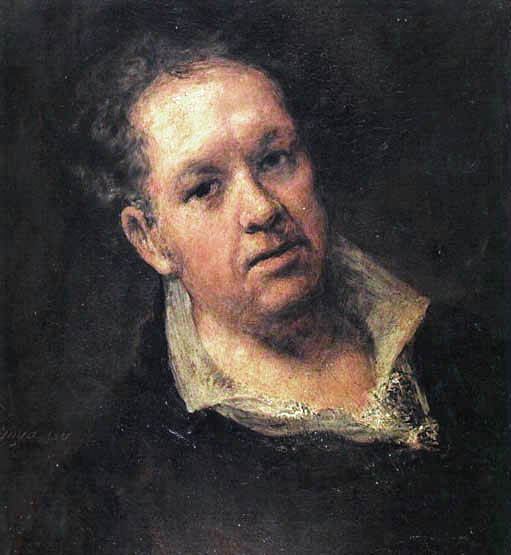
Francisco Goya

- Francisco Conceição, calciatore portoghese
- Francisco Franco, generale, politico e dittatore spagnolo
- Francisco Goya, pittore e incisore spagnolo
- Francisco Guerrero, compositore spagnolo
- Francisco Pizarro, condottiero spagnolo
- Francisco Ramírez, militare argentino
- Francisco Serrano, militare e politico spagnolo
- Francisco Vázquez de Coronado, esploratore e conquistatore spagnolo
- Francisco Villaespesa, poeta, drammaturgo e scrittore spagnolo
- Francisco Tárrega, compositore e chitarrista spagnolo

### Variante František

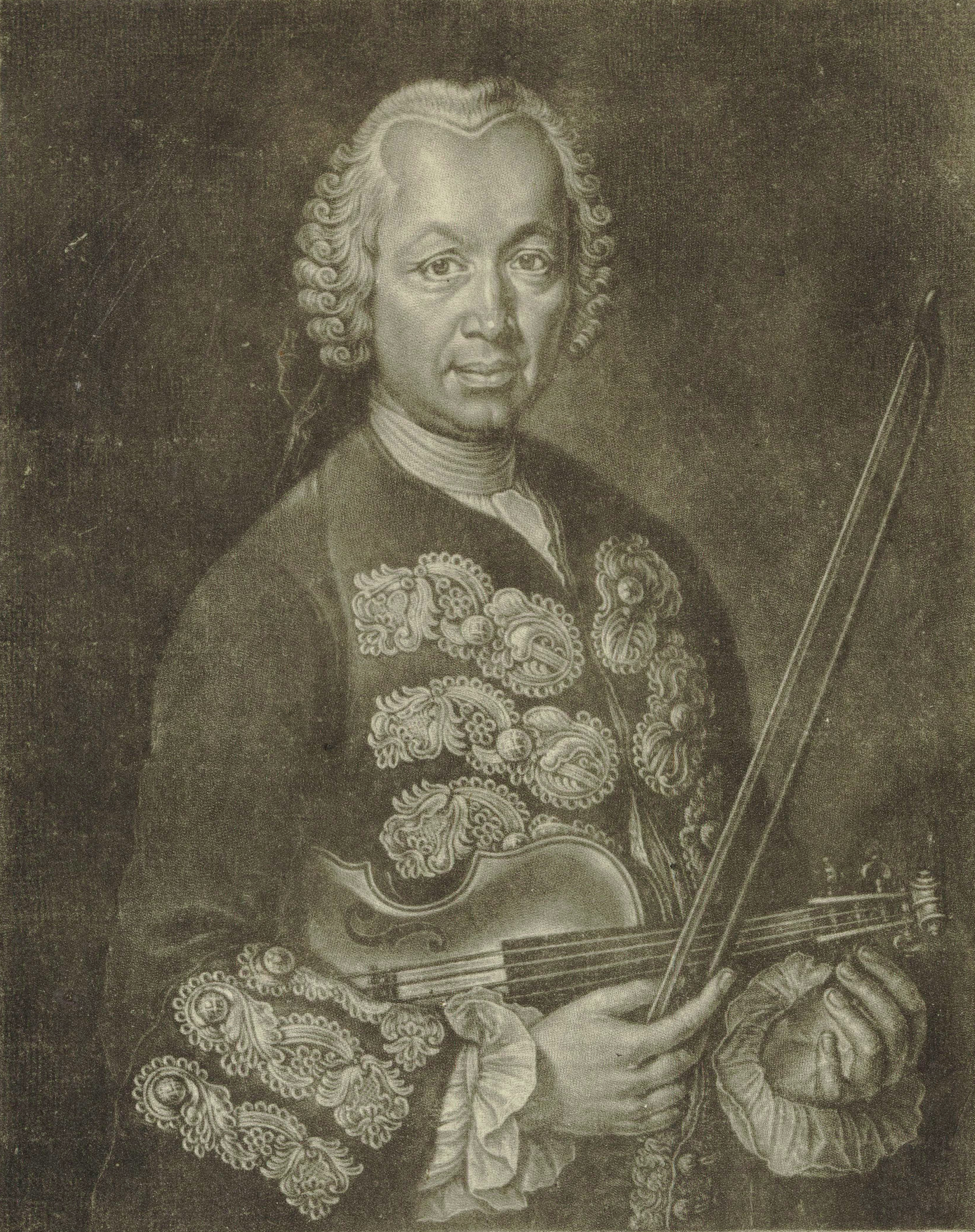
František Benda

- František Benda, violinista e compositore ceco
- František Čáp, regista e sceneggiatore ceco
- František Drtikol, fotografo ceco
- František Kupka, pittore ceco
- František Plánička, calciatore cecoslovacco
- František Raboň, ciclista su strada ceco
- František Šťastný, pilota motociclistico ceco

### Variante François

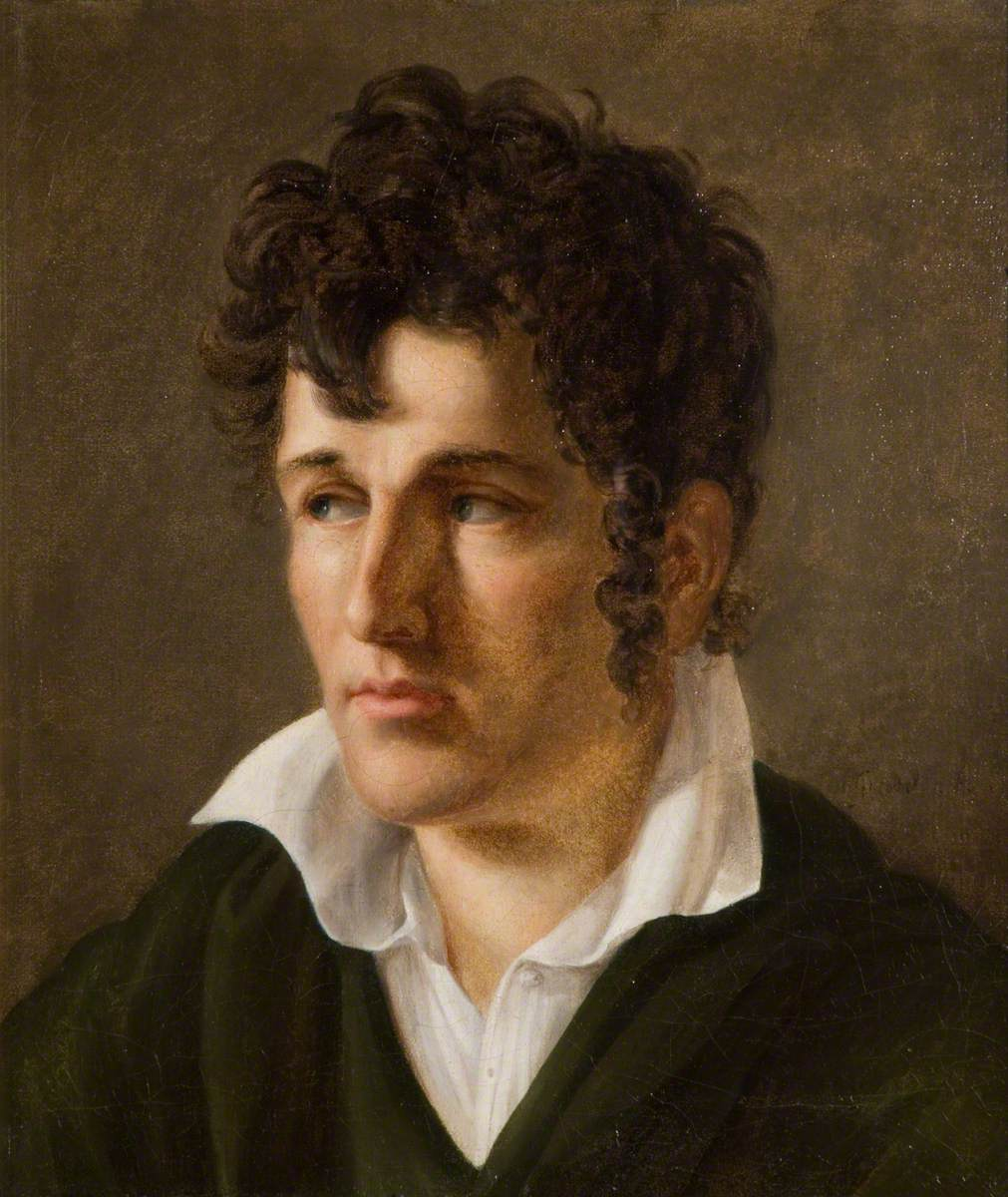
François-René de Chateaubriand

- François Cevert, pilota automobilistico francese
- François Couperin, compositore, clavicembalista e organista francese
- François-René de Chateaubriand, scrittore, politico e diplomatico francese
- François Delecour, pilota di rally francese
- François Hollande, politico francese
- François Mauriac, scrittore e giornalista francese
- François Mitterrand, politico francese
- François Rabelais, scrittore e umanista francese
- François-Joseph Talma, attore teatrale francese
- François Truffaut, regista, sceneggiatore, produttore cinematografico, attore e critico cinematografico francese
- François Villon, poeta francese

### Variante Francis

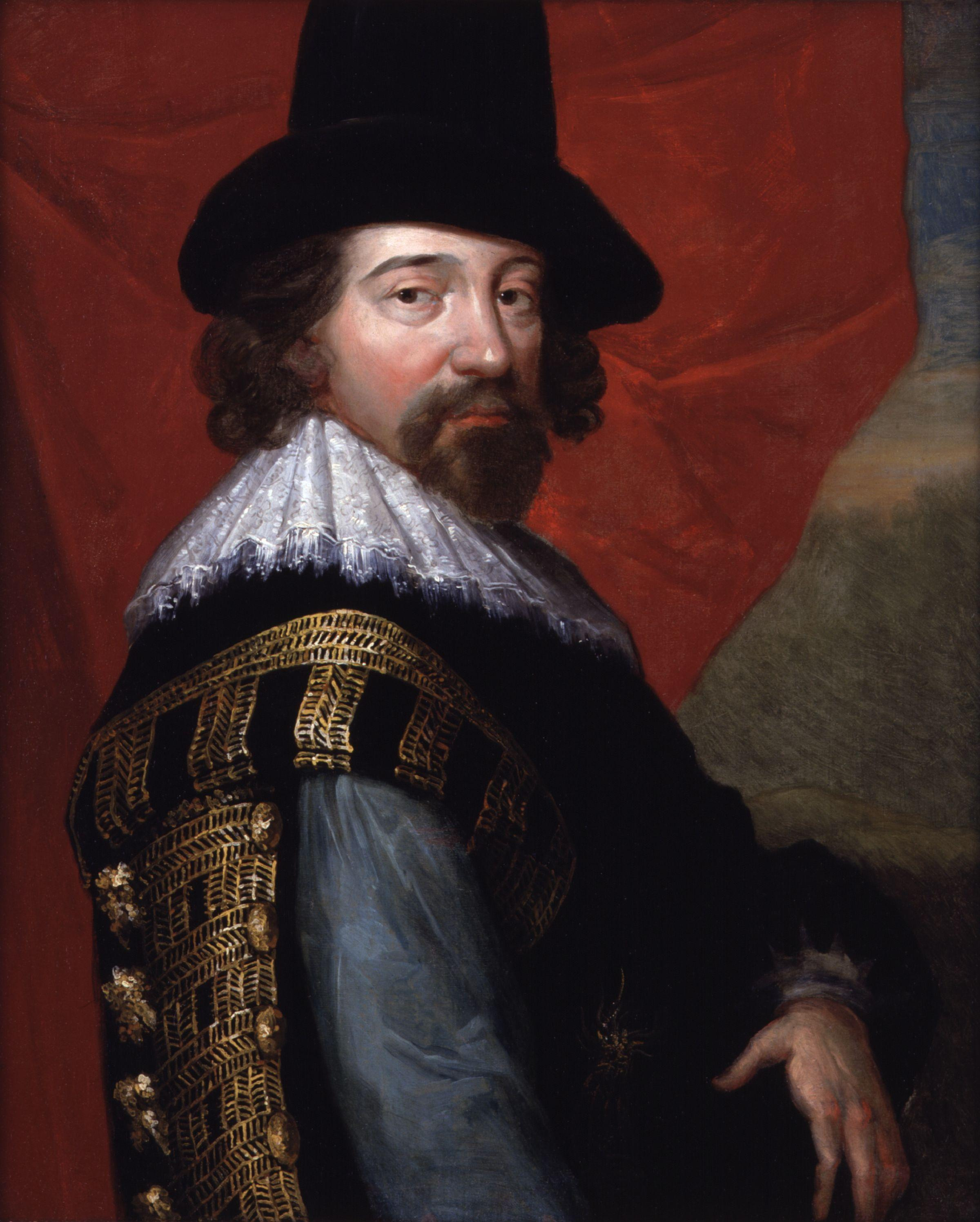
Francis Bacon

- Francis Bacon, filosofo, politico e giurista britannico
- Francis Crick, scienziato britannico
- Francis Cromie, ufficiale irlandese
- Francis Drake, corsaro, navigatore e politico britannico
- Francis Scott Fitzgerald scrittore e sceneggiatore statunitense
- Francis Ford Coppola, regista, sceneggiatore e produttore cinematografico statunitense
- Francis Scott Key, giurista, scrittore e poeta statunitense
- Francis Ouimet, golfista statunitense
- Francis Picabia, pittore e scrittore francese
- Francis Poulenc, compositore e pianista francese
- Francis Rossi, cantante e chitarrista britannico

### Variante Franz

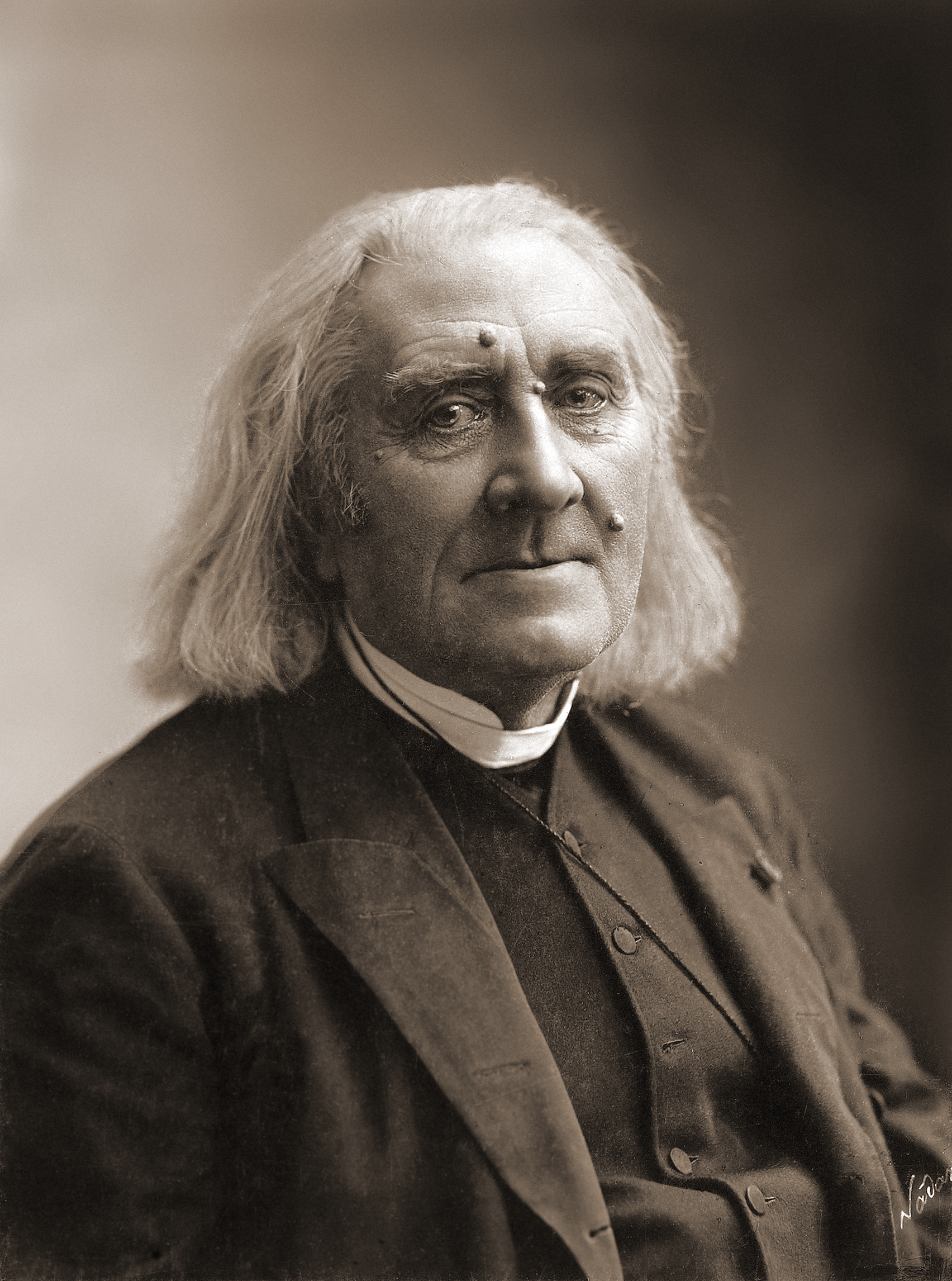
Franz Liszt

- Franz Beckenbauer, calciatore, dirigente sportivo e allenatore tedesco
- Franz Di Cioccio, batterista e cantante italiano
- Franz Grillparzer, scrittore e drammaturgo austriaco
- Franz Joseph Haydn, compositore austriaco
- Franz Klammer, sciatore alpino austriaco
- Franz Kafka, scrittore e aforista boemo
- Franz Lehár, compositore austriaco
- Franz Liszt, compositore, pianista, direttore d'orchestra e organista ungherese
- Franz Marc, pittore tedesco
- Franz Schubert, compositore austriaco
- Franz Conrad von Hötzendorf, feldmaresciallo austriaco
- Franz Kuhn von Kuhnenfeld, generale austriaco

### Variante Frans

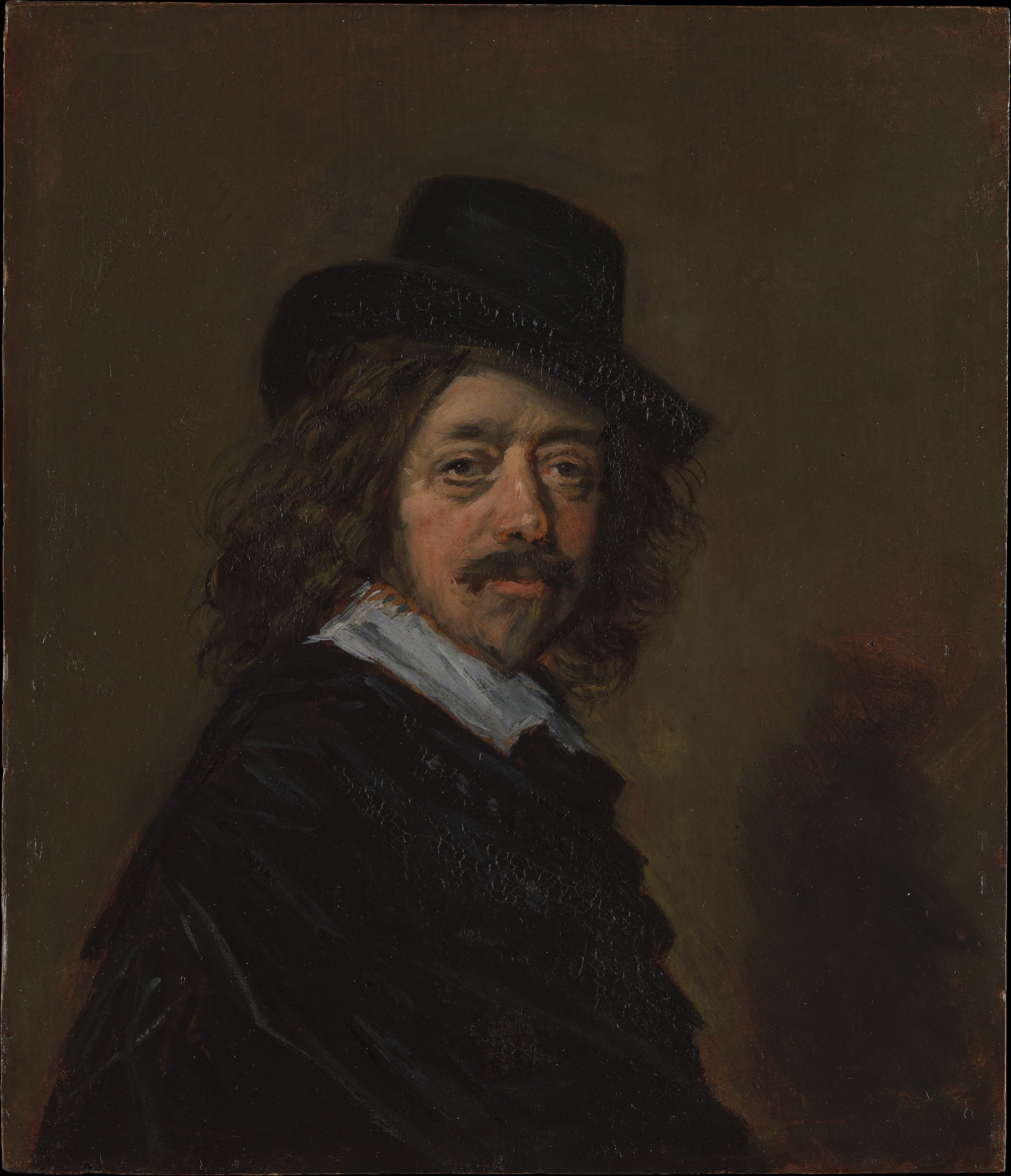
Frans Hals

- Frans Andriessen, politico olandese
- Frans Bauer, cantante olandese
- Frans Bouwmeester, calciatore olandese
- Frans Brands, ciclista su strada belga
- Frans Daneels, arcivescovo cattolico belga
- Frans De Mulder, ciclista su strada belga
- Frans Hals, pittore olandese
- Frans Haraldsen, cantante svedese
- Frans Jeppsson Wall, cantante svedese
- Frans Maassen, ciclista su strada e dirigente sportivo olandese
- Frans Snyders, pittore fiammingo
- Frans Verbeeck, ciclista su strada belga

### Variante Ferenc
- Ferenc Deák, politico ungherese

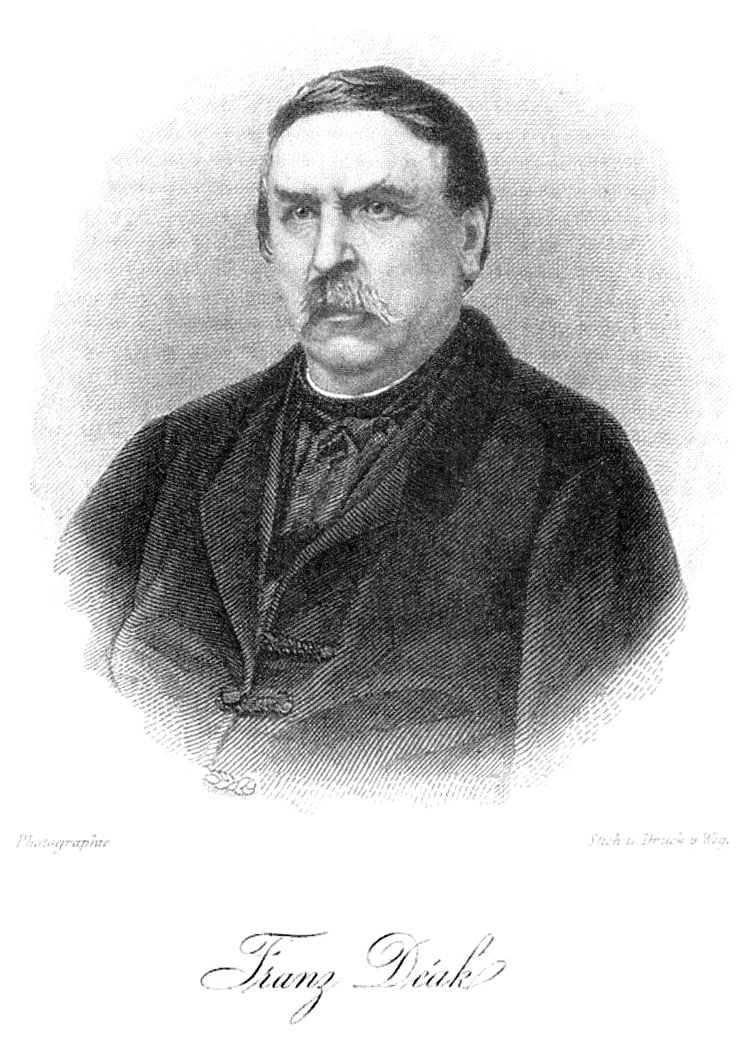
Ferenc Deák

- Ferenc Fricsay, direttore d'orchestra ungherese naturalizzato austriaco
- Ferenc Gyurcsány, politico ungherese
- Ferenc Molnár, scrittore ungherese
- Ferenc Puskás, calciatore e allenatore di calcio ungherese
- Ferenc Szálasi, politico ungherese

### Variante Checco
- Checco Costa, dirigente sportivo italiano
- Checco Durante, attore e poeta italiano
- Checco Marsella, cantante e musicista italiano
- Checco Miletto de Rossi, poeta italiano
- Checco Rissone, attore italiano

### Variante Cecco
- Cecco Angiolieri, poeta e scrittore italiano
- Cecco Bonanotte, scultore italiano
- Cecco d'Ascoli, poeta e filosofo italiano
- Cecco di Pietro, pittore italiano

### Variante Ciccio
- Ciccio Barbi, attore italiano
- Ciccio Busacca, cantastorie e chitarrista italiano
- Ciccio Errigo, poeta italiano
- Ciccio Franco, politico, sindacalista e attivista italiano
- Ciccio Ingrassia, attore, comico, regista e sceneggiatore italiano

### Altre varianti
- Cesco Giulio Baghino, politico italiano
- Cesco Baseggio, attore italiano
- Franciscus Donders, fisiologo e oculista olandese
- Franciscus Gomarus, predicatore e teologo olandese
- Franciszek Karpiński, poeta polacco
- Fraňo Kráľ, poeta e scrittore slovacco
- Patxi López, politico spagnolo
- Fraňo Štefunko, scultore slovacco
- Franciszek Misztal, ingegnere polacco

## Il nome nelle arti
- Il testamento di Francesco è un episodio del film del 1963 I mostri, diretto da Dino Risi.
- Francesco è un singolo della cantante Irene Grandi pubblicato nel 2000.
- Francesco è un singolo del gruppo musicale Modà pubblicato nel 2016.
- Io sono Francesco è una canzone di Francesco Tricarico del 2000.
- Francesco Patanella è un personaggio della serie televisiva Mario.

### Letteratura
- Francesco De Salvi è un personaggio del romanzo di Elsa Morante Menzogna e sortilegio.
- Francesco de' Vergellesi è un personaggio della quinta novella della terza giornata del Decamerone di Giovanni Boccaccio.
- Francis Dolarhyde è un personaggio del romanzo di Thomas Harris Il delitto della terza luna.
- Francesco Ingravallo è il protagonista del romanzo di Carlo Emilio Gadda Quer pasticciaccio brutto de via Merulana.
- Francesco Santamaria è il protagonista del romanzo di Fruttero & Lucentini La donna della domenica.
- Francis Urquhart è un personaggio dei romanzi di Michael Dobbs.
- Feri (abbreviativo di Ferenc) Ats è un personaggio del romanzo di Ferenc Molnár I ragazzi della via Pál.
- Francesco è il nome di uno dei lord presenti nel La tempesta di William Shakespeare.

### Animazione
- Francesco è uno dei personaggi secondari dell'anime Romeo×Juliet, l'arciere dai lunghi capelli biondi alleato della famiglia Capuleti.
- Francis Bonnefoy è un personaggio della serie manga e anime Hetalia Axis Powers, personificazione della Francia.
- François è un personaggio che compare nell'anime D'Artagnan e i moschettieri del re e nell'OAV La grande avventura di Aramis, fidanzato defunto di Aramis.
- Francesco Bernoulli è un personaggio del film d'animazione Cars 2.